# Half Moon (Caroline du Nord)
 (mai 2025).
Half Moon est une census-designated place située dans le comté d'Onslow, dans l’État de Caroline du Nord, aux États-Unis. Lors du recensement de 2020, elle comptait 7 543 habitants.